# Rudnik Gračanica
Rudnik Gračanica  je bosanskohercegovački rudnik lignita smješten na granici općina Uskoplje i Bugojno. Nalazi se u jugoistočnom dijelu bugojanskog ugljenosnog bazena, na desnoj obali Vrbasa na prostoru naselja Rosulje.
Od 1938. do 1977. godine vršena je samo jamska eksploatacija, a 1977. se prelazi na površinsku eksploataciju. U 2014. godini proizvedeno je 349.093 tone lignita čiji su najveći potrošači termoelektrane Kakanj i Tuzla. Rudnik Gračanica zapošljava oko 200 radnika, a djeluje u okviru koncerna JP Elektroprivreda BiH d.d. Sarajevo.